# Serhij Tkač
Serhij Fedorovyč Tkač (in ucraino Сергій Федорович Ткач?, in russo Серге́й Фёдорович Ткач?, Sergej Födorovič Tkač; Kiselëvsk, 15 settembre 1952 – Žytomyr, 4 novembre 2018) è stato un serial killer ucraino, condannato per l'uccisione di 37 donne e ragazze in Ucraina dal 1980 al 2005.

## Biografia
Nacque il 12 settembre 1952 a Kiselëvsk nell'allora Unione Sovietica. Militare nell'esercito sovietico, probabilmente un veterano che aveva partecipato all'invasione sovietica dell'Afghanistan. Successivamente venne assunto come investigatore dalla polizia nella regione di Oblast' di Kemerovo, fino a quando fu accusato e catturato per aver falsificato delle prove. Dopo un periodo che lo vide impiegato in diversi lavori, nel 1982 viene assunto nuovamente come investigatore, ma questa volta per la polizia nella regione del Dnipro. 

### Omicidi
A partire dal 1984 venne notata la misteriosa scomparsa di alcune bambine e ragazze nell'Oblast' di Charkiv. Queste, di età compresa tra gli 8 e i 18 anni, furono violentate, soffocate e, dopo la morte, i loro cadaveri sarebbero stati oggetto di atti di necrofilia. Tkač, che venne coinvolto nelle indagini, spostò l'attenzione su altri indagati.

### L'arresto
Nell'agosto del 2005 partecipò al funerale di una delle sue vittime. Qui alcuni bambini dichiararono di averlo visto con la vittima poco prima della sua morte. Tkač fu così arrestato nella sua casa a Polohy, ammise le sue colpe, sostenendo di aver ucciso più di 100 persone fino al suo arresto e chiedendo la pena di morte. Dopo un processo durato un anno, nel 2008 il tribunale di Dnipropetrovsk lo condannò all'ergastolo per l'assassinio di più di 37 donne. Nel corso degli anni, tra i 15 uomini accusati e imprigionati per alcuni di questi omicidi, in realtà compiuti da Tkač, uno si suicidò e un altro non venne liberato se non fino al marzo 2012.

### Morte
Morì nella prigione di Žytomyr il 4 novembre 2018 all'età di 66 anni per un arresto cardiaco.